# Witte Zeekanaal

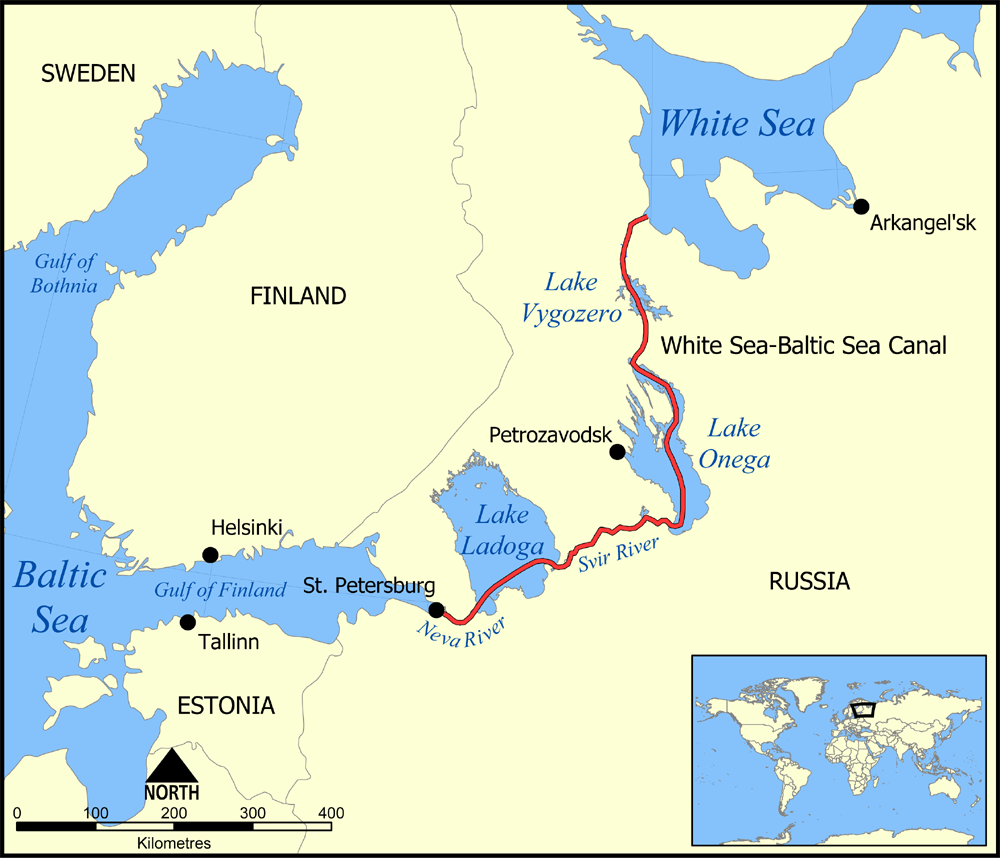
Kaartje van het gebied met het kanaal

Het Witte Zeekanaal of Witte Zee-Oostzeekanaal (Russisch: Беломо́рско-Балти́йский кана́л (ББк), Belomorsko-Baltijski kanal (BBK)), dat geopend werd op 2 augustus 1933, is een scheepvaartkanaal dat de Witte Zee verbindt met de Oostzee. Officieel heette het aanvankelijk Belomorsko-Baltijski kanal imeni Stalina (Witte Zee-Oostzeekanaal genoemd naar Stalin), kortweg heet het van meet af aan Belomorkanal.
Het in de jaren 30 aangelegde deel loopt van het Onegameer naar de Witte Zee. Vanaf het zuiden gezien begint het kanaal bij Povenets. Na deze plaats zijn er zeven sluizen dicht bij elkaar, die de Trappen van Povenets vormen. Het hoogstgelegen deel van het kanaal op 103 m hoogte is 22 km lang tussen sluizen 7 en 8. Noordelijk daalt het waterpeil weer door middel van twaalf sluizen genummerd 8-19. Deze route loopt door vijf grote meren; Het Matkozeromeer tussen de sluizen 8 en 9, het Vygozeromeer tussen de sluizen 9 en 10, het Palagorkameer tussen de sluizen 10 en 11, het Voitskojemeer tussen de sluizen 11 en 12 en het Matkozjnjameer tussen de sluizen 13 en 14. Het kanaal mondt bij Belomorsk uit in de Soroka-baai van de Witte Zee. Plaatsen langs het kanaal zijn Segezja, Nadvoitsy, Sosnovets en Belomorsk.

## De bouw

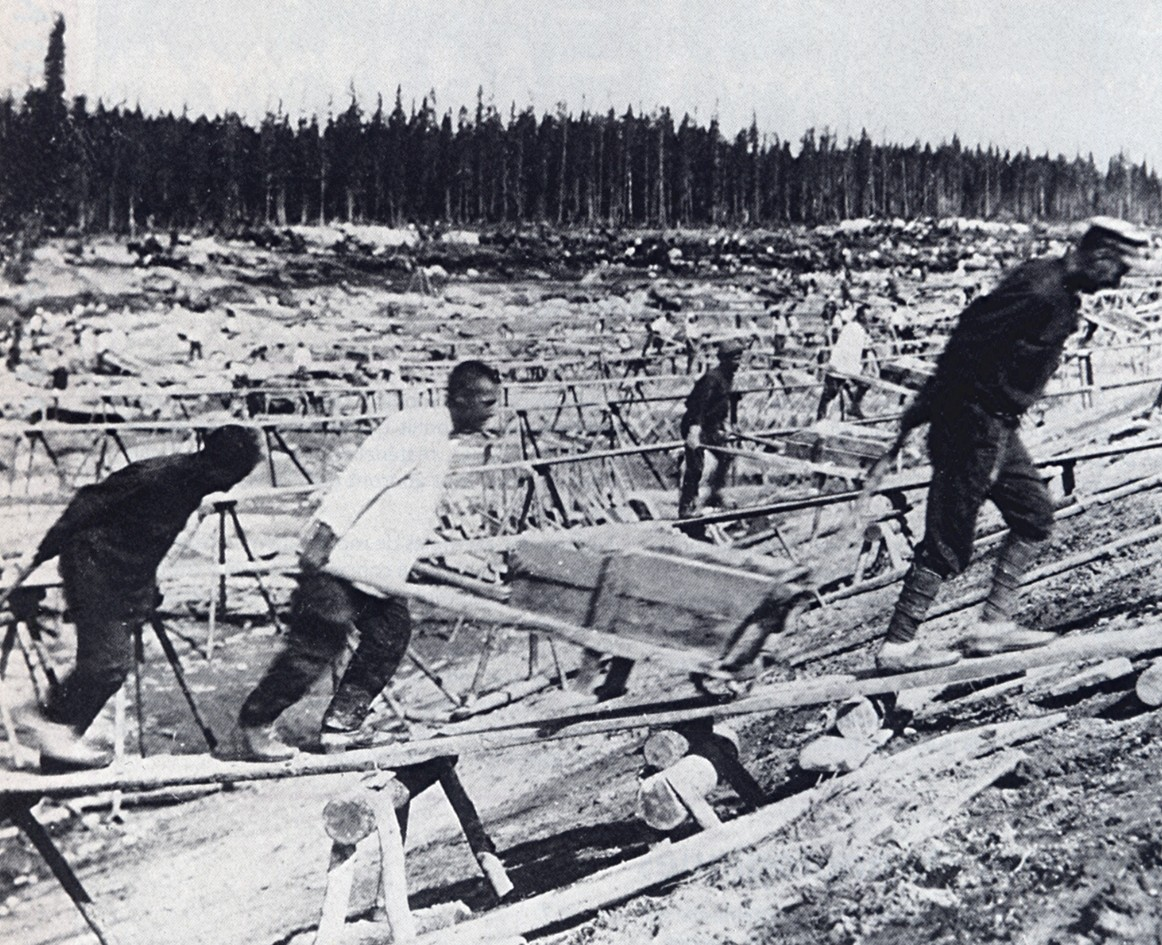
De bouw van het kanaal door dwangarbeid

Het kanaal maakt deels gebruik van bestaande rivieren, zoals de Neva vanaf Sint-Petersburg, en van drie meren: het Ladogameer, het Onegameer en het Vygozeromeer. De totale lengte bedraagt 227 kilometer. Tegenwoordig wordt het belang van het kanaal beperkt door de diepte van slechts 3,6 meter, waardoor schepen met grotere diepgang (zoals zeeschepen) er geen gebruik van kunnen maken.
Het kanaal diende voor de Sovjets als bewijs voor het succes van het eerste vijfjarenplan. Het kanaal werd namelijk vier maanden eerder opgeleverd dan voorzien. Het graven duurde 20 maanden zoals Stalin bevolen had; van 1931 tot 1933, maar het project stond vanwege Stalins bevel onder extreme druk en ging daardoor gepaard met enorme chaos. Het werk werd vrijwel geheel met de hand uitgevoerd en op bevel van Stalin werden hierbij voor het zware handwerk uitsluitend dwangarbeiders ingeschakeld. Bij de bouw kwamen naar schatting 25.000 - 100.000 gevangenen uit de Goelags, de werkkampen, om het leven.

## Propaganda
Het Witte-Zeekanaal project was het eerste en enige Goelag-project dat ooit in het volle licht van de Sovjetpropaganda is komen te staan, zowel in eigen land als daarbuiten. De man die door Stalin werd uitverkoren om het project uit te leggen, te propageren en te rechtvaardigen was Maxim Gorki. Na de triomftocht van opdrachtgever Stalin per stoomboot door het voltooide kanaal nam Gorki in augustus 1933 honderdtwintig Sovjetschrijvers mee op een expeditie en nodigde hen uit (onder materiële aanmoediging) een gezamenlijk boek over de aanleg van het kanaal te schrijven. Dit resulteerde in het boek Kanal imeni Stalina (Het Stalinkanaal), waaraan 36 schrijvers hebben meegewerkt. Volgens sommigen is dit boek een getuigenis van de manier waarop schrijvers en intellectuelen gecorrumpeerd raken in een totalitaire staat.

## Sigaretten
De Sovjetautoriteiten waren zo trots op de bouw van het kanaal, dat ze ter gelegenheid van de opening een sigarettenmerk lanceerden, dat decennialang het enige zou blijven in de Sovjet-Unie en daarmee inmiddels tot Sovjet-icoon is verheven: "Belomorkanal": gemakkelijk uit elkaar vallende sigaretten met extra lange filters (ook te roken met handschoenen aan), gemaakt van losgedraaide, grove tabak van twijfelachtige kwaliteit, per 25 stuks verpakt in een vierkant kartonnen doosje, met daarop een schematische kaart van de Sovjet-Unie met de locatie van het Witte Zeekanaal, in blauw/roze opdruk, dat tot in de jaren 90 voor 25 kopeken te koop was.

## Bron
- Internationaal Instituut voor Sociale Geschiedenis: Het Witte Zeekanaal: een lofzang op de dwangarbeid
- NRC-artikel Frank Westerman (2000)